# Agrypon varitarsum
Agrypon varitarsum är en stekelart som först beskrevs av Wesmael 1849.  Agrypon varitarsum ingår i släktet Agrypon och familjen brokparasitsteklar. Arten är reproducerande i Sverige. Inga underarter finns listade i Catalogue of Life.